# Хасан Баба джамия
Хасан Баба джамия (на македонска литературна норма: Хасан Баба џамија; на турски: Hasan Baba Cami, Hasan Baba-Başı kesik tekiye cami) е мюсюлмански храм от XVII век, намиращ се в град Битоля, Северна Македония.

## Местоположение
Джамията е разположена в западната част на града, на улиците „Цар Самуил“ и „Георги Стерьовски“, на десния бряг на Драгор, в махала, в която в XIX век се заселват много мюсюлмански бежанци и получава името Маджар маале.

## История
Джамията е построена в 1037 – 1049 от хиджра (1628- 1640 от Христа) при султан Мурад IV (1623 - 1640). Джамията е свързана с легендарния Хасан Баба Кешфи ефенди или Хасан Баба-Башъ кесик, тоест Хасан Баба Обезглавени - ученик на местния дервиш Джигер Баба, който приема мъченическа смърт с обезглавяване вместо учителя си. Хасан Баба, носейки главата си, пристига на мястото, където по-късно при Мурад IV е построено тюрбето му, накшбандийско теке и джамията. В 1883 година храмът е обновен от Фазли паша, командир на Трета армия в Битоля.

## Архитектура
Джамията е малка, с хармонични пропорции. Семплият ѝ вид отговаря на традициите на ордена накшбандия. Портикът е добавен по-късно. Куполът е осмоъгълен върху осмоъгълен барабан без прозорци. Покритието е с керемиди. Молитвеното пространство е квадратно с основа 6 m. Стените са дебели 0,9 m. Изградена е от ломен камък с хоросан за спойка. На всяка страна има по два сводести прозореца и един малък отгоре. Фасадата е украсена с триредов назъбен корниз.
В интериора тромпите и нишата на михраба са профилирани.
Солидното многоъгълно минаре е в селджукски стил. Входът му е през трема. Сходна като архитектура е Ходжа Ядигар джамия в Иньоню от 776 (1374) година.
В двора на джамията има гробище с красиви барокови надгробни камъни от XIX век.